# Kherli
Kherli là một thành phố và khu đô thị của quận Alwar thuộc bang Rajasthan, Ấn Độ.

## Nhân khẩu
Theo điều tra dân số năm 2001 của Ấn Độ, Kherli có dân số 15.494 người. Phái nam chiếm 54% tổng số dân và phái nữ chiếm 46%. Kherli có tỷ lệ 73% biết đọc biết viết, cao hơn tỷ lệ trung bình toàn quốc là 59,5%: tỷ lệ cho phái nam là 81%, và tỷ lệ cho phái nữ là 65%. Tại Kherli, 14% dân số nhỏ hơn 6 tuổi.